# Oscypiorka

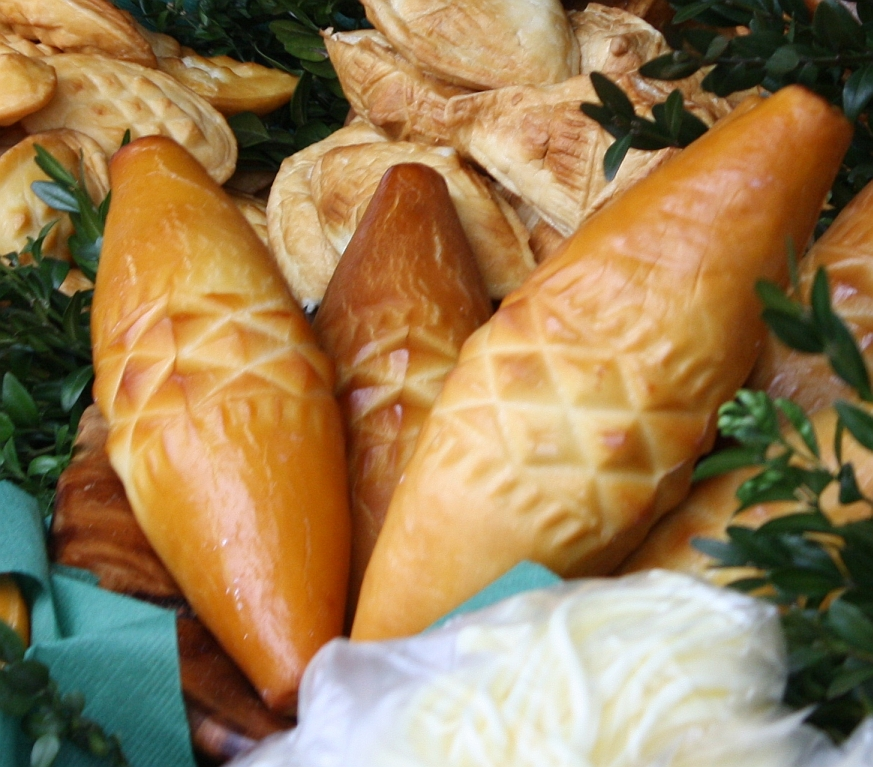
Oscypki uformowane w oscypiorkach

Oscypiorka – forma, w której jest wyrabiany oscypek (wędzony ser) i od której pochodzi jego nazwa. Oscypiorka nadaje oscypkowi kształt. Tradycyjne drewniane oscypiorki są artystycznie rzeźbione na wewnętrznej stronie, dzięki czemu na uwędzonym oscypku widnieją wzory charakterystyczne dla danego regionu.